# Liste des arrondissements de l'Indre

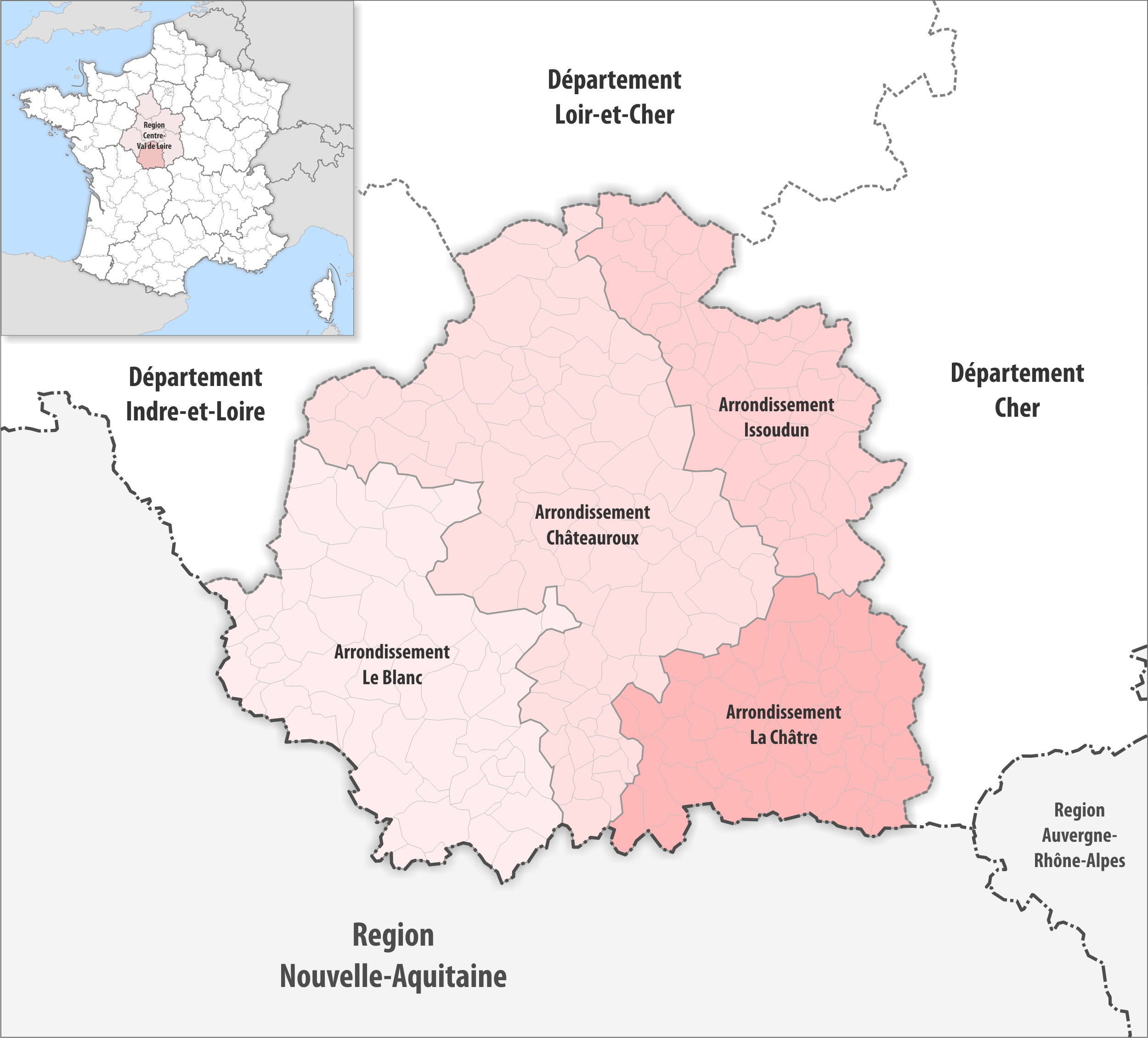
Les arrondissements de l'Indre en 2019.

Le département de l'Indre est composée de quatre arrondissements qui ont pour chefs-lieux la préfecture et les sous-préfectures du département.

## Composition
| Nom                           | Code Insee | Superficie (km2) | Population (dernière pop. légale) | Densité (hab./km2) | Modifier             |
| ----------------------------- | ---------- | ---------------- | --------------------------------- | ------------------ | -------------------- |
| Arrondissement d'Issoudun     | 364        | 1 182,30         | 32 618 (2022)                     | 28                 | modifier les données |
| Arrondissement de Châteauroux | 362        | 2 621,90         | 126 129 (2022)                    | 48                 | modifier les données |
| Arrondissement de la Châtre   | 363        | 1 204,20         | 27 607 (2022)                     | 23                 | modifier les données |
| Arrondissement du Blanc       | 361        | 1 782,30         | 30 455 (2022)                     | 17                 | modifier les données |
| Indre                         | 36         | 6 791,00         | 216 809 (2022)                    | 32                 | modifier les données |

## Géographie

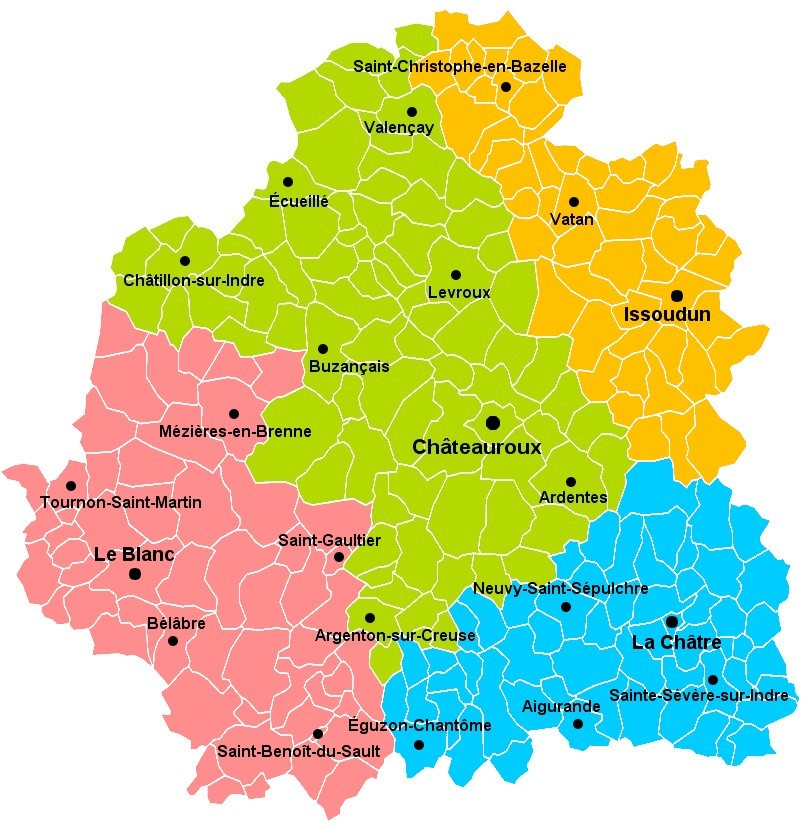
La carte des arrondissements.

L'arrondissement du Blanc s'étend dans les parties ouest et sud-ouest du département. L'arrondissement de La Châtre s'étend dans les parties sud et sud-est du département. L'arrondissement de Châteauroux s'étend dans les parties centre, ouest et nord-ouest du département. L'arrondissement d'Issoudun s'étend dans les parties est et nord-est du département.

## Histoire
Le 4 mars 1790 est créé le département de l'Indre, avec six districts : Argenton, Le Blanc, Châteauroux, Châtillon, La Châtre et Issoudun. Les districts sont supprimés le 17 février 1800 et remplacés par les arrondissements du Blanc, de La Châtre, de Châteauroux et d'Issoudun. Enfin le 10 septembre 1926, l'arrondissement d'Issoudun est supprimé avant d’être recréé le 1er juin 1942.
En mars 2015, à la suite du redécoupage cantonal de 2014, les cantons ont été remaniés (suppression, agrandissement et création). Par conséquent certains cantons sont désormais répartis sur plusieurs arrondissements.